# Hředle (okres Rakovník)
Obec Hředle (pomnožné, tedy: ty Hředle, do Hředel, ve Hředlích, německy Haspeln) se nachází v okrese Rakovník, kraj Středočeský, necelých 10 km severně od Rakovníka. Žije zde 597 obyvatel.

## Historie

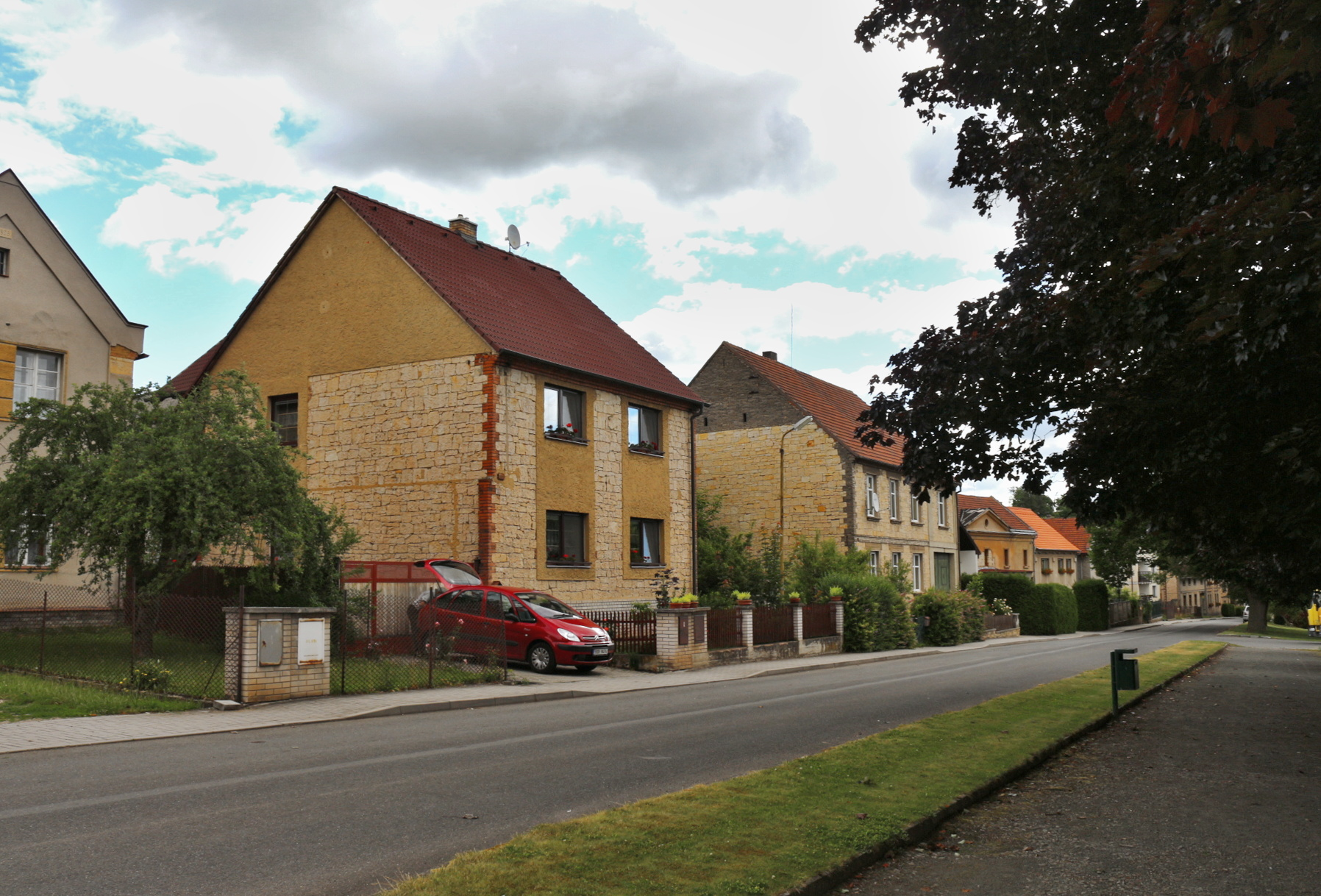
Typická zástavba z opuky

Většinu zástavby v obci tvoří nižší stavení venkovského typu. Častým stavebním materiálem je opuka, tak jako ve většině okolních obcí. První písemná zmínka o obci pochází z roku 1227. Farní (dnes filiální) kostel Všech svatých se připomíná od roku 1315.

### Územněsprávní začlenění
Dějiny územněsprávního začleňování zahrnují období od roku 1850 do současnosti. V chronologickém přehledu je uvedena územně administrativní příslušnost obce v roce, kdy ke změně došlo:
- 1850 země česká, kraj Praha, politický i soudní okres Rakovník[4]
- 1855 země česká, kraj Praha, soudní okres Rakovník
- 1868 země česká, politický i soudní okres Rakovník
- 1939 země česká, Oberlandrat Kladno, politický i soudní okres Rakovník[5]
- 1942 země česká, Oberlandrat Praha, politický i soudní okres Rakovník[6]
- 1945 země česká, správní i soudní okres Rakovník[7]
- 1949 Pražský kraj, okres Rakovník[8]
- 1960 Středočeský kraj, okres Rakovník
- 2003 Středočeský kraj, obec s rozšířenou působností Rakovník

### Rok 1932
V obci Hředle (1148 obyvatel, poštovní úřad, telegrafní úřad, telefonní úřad, četnická stanice, katol. kostel) byly v roce 1932 evidovány tyto živnosti a obchody: nákladní autodopravce, biograf Sokol, 4 cihelny, 4 holiči, 4 hostince, 3 koláři, konsum Rakovník, 3 kováři, 2 krejčí, 4 mlýny, 2 obuvníci, pekař, pila, 4 rolníci, řezník, sadař, 3 obchody se smíšeným zbožím, spořitelní a záložní spolek v Hředlích, 3 trafiky, 2 truhláři, 2 zámečníci.

## Přírodní poměry

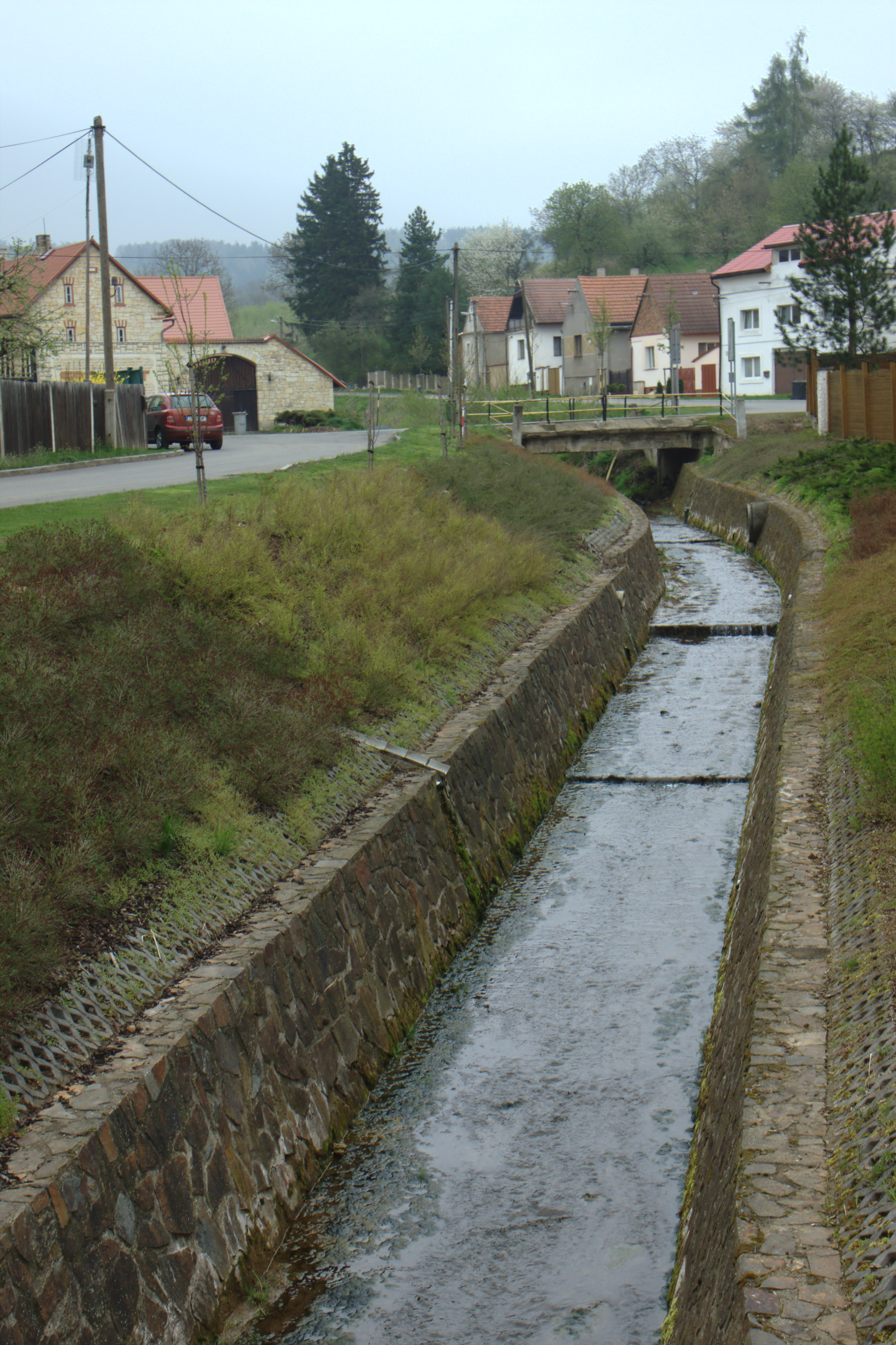
Červený potok

Obcí na několika místech protéká Červený potok, do kterého se mezi obcemi Krušovice a Krupá vlévá Krušovický potok a končí jako přítok Lišanského potoka.

## Doprava
Dopravní síť
- Pozemní komunikace – Obcí vede silnice II/229 Rakovník–Louny.
- Železnice – Železniční trať ani stanice na území obce nejsou. Nejbližší železniční stanicí je Krupá ve vzdálenosti 3 km ležící na trati 124 Lužná u Rakovníka - Žatec - Chomutov.

Veřejná doprava 2011
- Autobusová doprava – V obci měly zastávku autobusové linky jedoucí např. do těchto cílů: Kozojedy, Kroučová, Louny, Mutějovice, Rakovník (dopravci Václav Lexa – LEXTRANS a ANEXIA).

## Pamětihodnosti

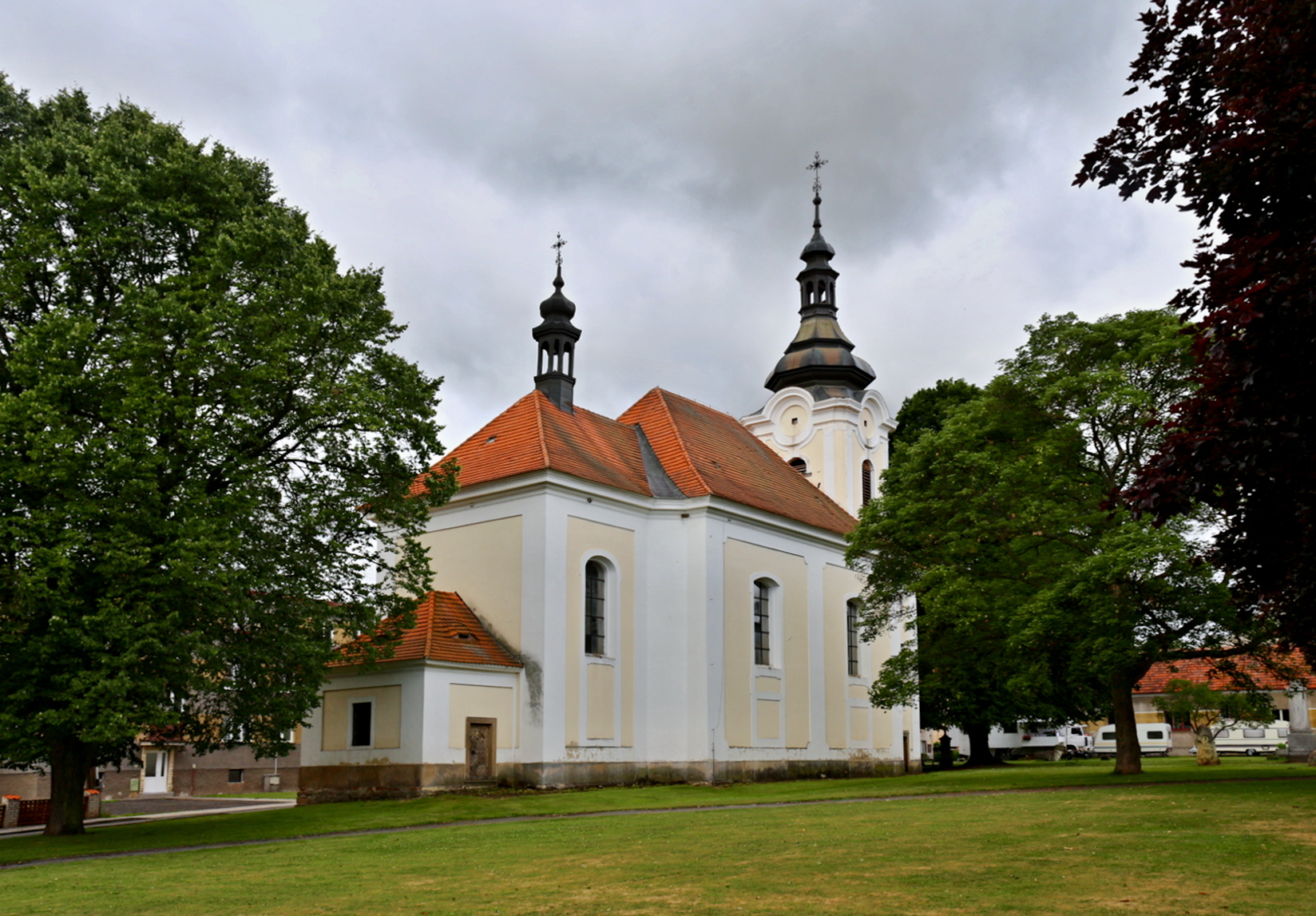
Kostel Všech svatých

Uprostřed návsi stojí kostel Všech svatých. Je to původně raně gotická jednolodní stavba s hranolovou věží při západním průčelí, která byla v letech 1758–1773 nahrazena pozdně barokním chrámem. Návrh pravděpodobně vypracoval architekt F. I. Prée, ale dochoval se také návrh od Anselma Luraga z roku 1763. Na hlavním oltáři je obraz Všech svatých, olejomalba Fr. Dallingera z roku 1768. Boční rokokové oltáře svaté Anny a svaté Barbory byly přeneseny z kostela v Křivoklátě.

## Osobnosti
Ve Hředlích se narodil básník František Chládek (1829–1861).